# Trifolium reflexum
Trifolium reflexum е вид растение от семейство Бобови (Fabaceae). Видът е световно застрашен, със статут Уязвим.

## Разпространение
Видът е разпространен в източната част на Съединените щати. Среща се в гористи местности и по поляни.

## Описание
Това е годишно или двугодишно растение, което цъфти в края на пролетта с бели до тъмнорозови цветове.